# يوزيف ناغي (لاعب كرة قدم مجري)
يوزيف ناغي (بالمجرية: Nagy József)‏ (1988 في المجر - ) هو لاعب كرة قدم مجري في مركز الدفاع. شارك مع منتخب المجر تحت 17 سنة لكرة القدم ومنتخب المجر تحت 19 سنة لكرة القدم. أما مع النوادي، فقد لعب مع نادي فيرينتسفاروشي وKozármisleny SE ‏ ونادي كيكسكيميت ونادي بيتش ‏.

## وصلات خارجية
- يوزيف ناغي على موقع اتحاد المجر (الهنغارية)
- يوزيف ناغي على موقع قاعدة بيانات كرة القدم.إي يو (الإنجليزية)
- يوزيف ناغي على موقع Soccerway.com (الإنجليزية)